# Will Adams
Pour les articles homonymes, voir Adams.
Will Adams, né le 20 mars 1963, est un journaliste et romancier britannique.
Il est l'auteur de quatre thrillers, mettant en scène le personnage de Daniel Knox, archéologue.
Les éditions originales ont été publiées, au Royaume-Uni, chez Harper et, en France, chez First, dans des traductions d'Anne-Carole Grillot.
Les quatre romans sont traduits dans une dizaine de langues. Plusieurs d'entre eux ont fait l'objet, dans leur version en langue anglaise, d'une adaptation en livre audio.

## Œuvres
- (en) Will Adams, The Alexander Cipher, Londres, Harper, 2007, 517 p. (ISBN 978-0-00-725087-5)
Will Adams (trad. de l'anglais par Anne-Carole Grillot), Le Tombeau d'Alexandre [« The Alexander Cipher »], Paris, First, coll. « First Thriller », 2007, 365 p. (ISBN 978-2-7540-0364-3, BNF 41048362)

- (en) Will Adams, The Exodus Quest, Londres, Harper, 3 novembre 2008, 557 p. (ISBN 978-0-00-725088-2)Titré The Moses Quest, dans l'édition américaine.
Will Adams (trad. de l'anglais par Anne-Carole Grillot), L'Énigme de l'Exode [« The Exodus Quest »], Paris, First, coll. « First Thriller », 4 décembre 2008, 383 p. (ISBN 978-2-7540-0938-6, BNF 41391816)

- (en) Will Adams, The Lost Labyrinth, Londres, Harper, 29 octobre 2009, 544 p. (ISBN 978-0-00-728631-7)
Will Adams (trad. de l'anglais par Anne-Carole Grillot), Le Secret d'Éleusis [« The Lost Labyrinth »], Paris, First, coll. « First Thriller », 18 février 2010, 437 p. (ISBN 978-2-7540-1617-9, BNF 42149892)

- (en) Will Adams, The Eden Legacy, Londres, Harper, 28 octobre 2010, 480 p. (ISBN 978-0-00-734941-8)
Will Adams (trad. de l'anglais par Anne-Carole Grillot), Les Naufragés de l'Eden [« The Eden Legacy »], Paris, First, coll. « First Thriller », 5 mai 2011, 392 p. (ISBN 978-2-7540-2430-3, BNF 42438494)